# Estación de La Pereda-Riosa
La Pereda-Riosa (La Perea según la nomenclatura de Renfe) es un apeadero ferroviario situado en el municipio español de Mieres cerca de Riosa, en el Principado de Asturias. Forma parte de la línea C-1 de Cercanías Asturias.

## Situación ferroviaria
La estación se encuentra en el punto kilométrico 124,534 de la línea férrea de ancho ibérico que une Venta de Baños con Gijón a 182 metros de altitud. El tramo es de vía doble y está electrificado.

## Historia
La estación fue abierta al tráfico el 23 de julio de 1874 con la puesta en marcha del tramo Pola de Lena-Gijón de la línea que pretendía unir León con Gijón. La construcción fue obra de la Compañía de los Ferrocarriles de Asturias, Galicia y León creada para continuar con las obras iniciadas por Noroeste anterior titular de la concesión. Sin embargo su situación financiera no fue mucho mejor que la de su antecesora y en 1885 acabó siendo absorbida por Norte. En 1941, la nacionalización del ferrocarril en España supuso la desaparición de esta última y su integración en la recién creada RENFE. 
Desde el 31 de diciembre de 2004 Renfe Operadora explota la línea mientras que Adif es la titular de las instalaciones ferroviarias.

## La estación
Es la estación más al norte, de las cinco de vía ancha que posee el concejo de Mieres. Tiene un esquema poco habitual en la red ferroviaria española al situarse sobre una isleta triangular que hace de andén central al que acceden dos vías numeradas como vías 1 y 2. Ambas siguen su camino hacia el norte, de forma independiente para penetrar en sendos túneles de tal forma que mientras una desemboca cerca de la estación siguiente en Olloniego, la otro lo hace mucho más al norte reunificándose en ese punto el trazado.

## Servicios ferroviarios

### Cercanías
Forma parte de la línea C-1 de Cercanías Asturias. La unen con Gijón y Oviedo trenes cada 30 minutos los días laborables, mientras que los sábados, domingos y festivos la frecuencia se reduce a una hora. Hacia Puente de los Fierros solo continúan una decena de trenes que se reducen a seis los fines de semana porque el resto de trenes finalizan su trayecto en la estación de Pola de Lena.
La duración del viaje es de unos 16 minutos a Oviedo y de algo menos de una hora hasta Gijón en el mejor de los casos.
| procedencia/destino | < estación | Línea | estación > | destino/procedencia               |
| ------------------- | ---------- | ----- | ---------- | --------------------------------- |
| Gijón               | Olloniego  |       | Ablaña     | Pola de LenaPuente de los Fierros |